# ファースト・レーシング
ファースト・レーシング（First Racing）は、かつて存在したイタリアのレーシングチーム。オーナーはランベルト・レオーニ。本拠となるファクトリーはアグラーテ・ブリアンツァに置かれた。1987年から1991年に国際F3000選手権に参戦。1989年のF1世界選手権へのエントリーが完了していたが、開幕直前で計画は中止された。

## 歴史

### 国際F3000選手権
1975年からF2/F3000に長く参戦していたランベルト・レオーニが、自ら参戦するためのチームとして設立し1987年から国際F3000選手権に参戦開始。ドライバーはレオーニだけでなくガブリエル・タルキーニと、3台目のマシンにはベッペ・ガビアーニ、クラウディオ・ランジェス、アラン・フェルテがスポンサーを持ち込み交代で乗った。タルキーニは2位表彰台を獲得するなどランキング8位となる、レオーニもランキング9位に入った。
1988年はタルキーニがコローニへと移籍してF1へ進出。レオーニはドライバーとしては第一線を退き、チーム運営に専念。ドライバーにはピエルルイジ・マルティニとマルコ・アピチェラの2台と、マルティニがF1に参戦する際の代役としてアラン・フェルテが乗った。この年に使用したマーチ・88Bは不出来であり、マーチのワークス・チームであるオニクスも苦戦続きとなった。ファーストはそのマーチを大きく改良し、ワークス格であるオニクスよりも好成績を残した。マルティニは1勝を挙げランキング4位となり、同年途中からはミナルディでF1レギュラーとなった。チームは同年夏よりF1への参戦計画に動き、アピチェラとタルキーニがそのドライバーとして名前が報じられ、チームはステップアップすることが濃厚となった（後述）。
1989年、チームのF1参戦計画が頓挫する状況下であったが、F3000ではアピチェラが残留し、ファブリツィオ・ジョヴァナルディとジャン＝デニス・デレトラズが加わり3台体制で参戦。アピチェラがジャン・アレジ、エリック・コマス、エリック・ベルナールとチャンピオンシップを争い、ランキング4位となる。ジョヴァナルディも、第2戦ヴァレルンガでトップでゴールしたマーティン・ドネリーの車両規定違反失格による繰り上がりではあったが1勝を挙げた。
1990年、ほぼ体制は継続され、アピチェラが表彰台3回とチームでもっとも活躍しランキング6位、ジョヴァナルディは第3戦ポー・グランプリで2位に入りランキング10位となった。シーズン終盤の2戦にはブラジルのマルコ・グレコも加わったが、グレコは予選を通過することが出来なかった。
1991年、エース格だったアピチェラがポール・スチュワート・レーシングへ移籍したため、代わってフランスF3チャンピオンのエリック・エラリーと契約。ジョヴァンニ・ボナーノとデレトラズの3台で開幕を迎えるが、初戦のヴァレルンガでボナーノが大きなクラッシュを起こしマシンを大破させる。第2戦からはボナーノに代わってドイツF3メルセデス三羽烏（カール・ヴェンドリンガー、ミハエル・シューマッハ、ハインツ＝ハラルド・フレンツェン）に次ぐランク4位を獲得したミハエル・バルテルスも加わるが、第4戦終了後にファースト・レーシングは参戦を停止。レース参戦から撤退した。

### F1参戦計画
1989年からF1のレギュレーション変更によりエンジンが自然吸気のみとされたことで、新規参戦を表明するチームが多く現れることになったが、ファーストもその中の一つであり1988年夏からF1参戦計画に動く。「イタリア第7のチーム」と呼ばれた。全スタッフはこの時点で24名と小規模チームであったが、2カー体制でのエントリーを予定。マシンの設計は元フィッティパルディ所属のブラジル出身のエンジニア、リカルド・ディヴィラが担当した。しかし1988年に不振を極めたリジェが解雇したミシェル・テツの後任としてディヴィラの獲得を好条件でオファーし、マシンの開発途中で移籍。このためレオーニはF1マシン開発・製作の続きをジャンニ・マレリ率いるミラネーゼに委託した。マレリは以前にフェラーリ、ザクスピードで経験を積んだエンジニアであった。サスペンションはラルフ・ベラミーが開発した。
こうして完成したジャッド・CVエンジンを搭載するファーストF1の新車は、1988年12月にボローニャモーターショーで初公開された。この発表時にはグッドイヤータイヤが装着されていた。2台体制のうちの一人はF3000でも同チームで参戦していたガブリエル・タルキーニの起用が決定するなど、新規参戦チームの中でも早めの動きを見せた。もうひとりのドライバーはジュリアン・ベイリーと交渉していたが、レオーニが2月の時点で予算的に2カー体制は無理と判断し、タルキーニの1カー体制でのエントリーに方針変更された。タルキーニは新車でモンツァを40周以上の連続走行と1分35秒台のベストタイムなど、走行データを蓄積していた。FIAから公式エントリーリストが発表され、ファーストF1チームのカーナンバーは42となる事も決まった。
しかし、ファーストのマシンはFIAのクラッシュテストをパスすることが出来なかった。その対策として新たな強化材料で2機目のシャシーを製作し、それでクラッシュテストをクリアすることが出来た。しかし材料変更により今度は重量が過多になってしまった。早めの新車発表により期待された新スポンサー獲得も目論見通り進まず、開幕2戦を欠場する案もあったがその場合は欠場によるFIAからの罰金額が大きく、レオーニは開幕戦直前にF1参戦自体を断念し、国際F3000への参戦に集中することを決定した。年間契約を結んでいたタルキーニは急遽イタリア国内選手権のスポーツカーレースへの活動変更を余儀なくされた（タルキーニは1か月後にキャメルからの推薦を受けAGSへの加入が決まり、F1復帰する）。
1回もレースを走ることなく残されたファーストF1のマシン（クラッシュテストをクリア出来た2機目のシャシー）は、7月にライフ・レーシングのエルネスト・ヴィタに売却された。翌1990年のF1世界選手権に参戦する「ライフ・L190」に流用された。
ファースト・レーシングは1991年途中まで国際F3000選手権へ参戦した後、レオーニの参戦対象はパワーボートレースへと移った。

## レース戦歴

### 国際F3000選手権
| 1987年 | マーチ・87B コスワース・DFV V8 ジャッド V8          |    |                                  | SIL | VLL | SPA | PAU | DON | PER | BRH | BIR | IMO | BUG | JAR |      |    |
| 1987年 | マーチ・87B コスワース・DFV V8 ジャッド V8          | 31 | ランベルト・レオーニ             | 8   | 8   | 13  | 6   | Ret | 5   | 11  | Ret | 4   | 4   | 4   | 9位  | 12 |
| 1987年 | マーチ・87B コスワース・DFV V8 ジャッド V8          | 32 | ガブリエル・タルキーニ           | 10  | Ret | 12  | 11† | 19  | 3   | 17  | 14  | 2   | 5   | Ret | 8位  | 12 |
| 1987年 | マーチ・87B コスワース・DFV V8 ジャッド V8          | 33 | アルド・ベルツッジ               | DNQ |     |     | DNQ |     |     |     |     | 15  |     |     | NC   | 0  |
| 1987年 | マーチ・87B コスワース・DFV V8 ジャッド V8          | 33 | ベッペ・ガビアーニ               |     | 12  | Ret |     |     |     |     |     |     |     |     | NC   | 0  |
| 1987年 | マーチ・87B コスワース・DFV V8 ジャッド V8          | 33 | クラウディオ・ランジェス         |     |     |     |     | DNQ | Ret | Ret | 10  |     |     | Ret | NC   | 0  |
| 1987年 | マーチ・87B コスワース・DFV V8 ジャッド V8          | 33 | アラン・フェルテ                 |     |     |     |     |     |     |     |     |     | Ret |     | NC   | 0  |
| 1988年 | マーチ・88B ジャッド V8                             |    |                                  | JER | VLL | PAU | SIL | MNZ | PER | BRH | BIR | BUG | ZOL | DIJ |      |    |
| 1988年 | マーチ・88B ジャッド V8                             | 9  | ピエルルイジ・マルティニ         | 8   | 11  | 3   | 10  | Ret | 1   | 2   | 3   |     | Ret | 10  | 4位  | 23 |
| 1988年 | マーチ・88B ジャッド V8                             | 9  | アラン・フェルテ                 |     |     |     |     |     |     |     |     | 12  |     |     | NC   | 0  |
| 1988年 | マーチ・88B ジャッド V8                             | 10 | マルコ・アピチェラ               | 13  | 7   | 5   | 6   | 2   | Ret | Ret | Ret | Ret | Ret | Ret | 11位 | 9  |
| 1989年 | レイナード・89D ジャッド V8 マーチ・89B ジャッド V8 |    |                                  | SIL | VLL | PAU | JER | PER | BRH | BIR | SPA | BUG | ZOL |     |      |    |
| 1989年 | レイナード・89D ジャッド V8 マーチ・89B ジャッド V8 | 5  | ジャン＝デニス・デレトラズ       | 14  | Ret | Ret | 15  | Ret | Ret | 12  | DNQ | Ret | 9   |     | NC   | 0  |
| 1989年 | レイナード・89D ジャッド V8 マーチ・89B ジャッド V8 | 6  | マルコ・アピチェラ               | 8   | Ret | 2   | 3   | 4   | Ret | 2   | 3   | Ret | Ret |     | 4位  | 23 |
| 1989年 | レイナード・89D ジャッド V8 マーチ・89B ジャッド V8 | 7  | ファブリツィオ・ジョヴァナルディ | DNQ | 1   | Ret | 14  | Ret | DNQ | DNS | 13  | DNQ | 12  |     | 10位 | 9  |
| 1990年 | レイナード・90D 無限・MF308 V8                      |    |                                  | DON | SIL | PAU | JER | MNZ | PER | HOC | BRH | BIR | BUG | NOG |      |    |
| 1990年 | レイナード・90D 無限・MF308 V8                      | 4  | ファブリツィオ・ジョヴァナルディ | Ret | Ret | 2   | 6   | 10  | 6   | 7   | Ret | 5   | Ret | Ret | 10位 | 10 |
| 1990年 | レイナード・90D 無限・MF308 V8                      | 5  | マルコ・アピチェラ               | 13  | 3   | Ret | 2   | 5   | Ret | 2   | DSQ | Ret | Ret | 5   | 6位  | 20 |
| 1990年 | レイナード・90D 無限・MF308 V8                      | 6  | ジャン＝デニス・デレトラズ       | 7   | DNQ | Ret | DNQ | Ret |     |     |     |     |     |     | NC   | 0  |
| 1990年 | レイナード・90D 無限・MF308 V8                      | 6  | マルコ・グレコ                   |     |     |     |     |     |     |     |     |     | DNQ | DNQ | NC   | 0  |
| 1991年 | レイナード・91D コスワース・DFV V8                  |    |                                  | VLL | PAU | JER | MUG | PER | HOC | BRH | SPA | BUG | NOG |     |      |    |
| 1991年 | レイナード・91D コスワース・DFV V8                  | 5  | ジョヴァンニ・ボナーノ           | Ret |     |     |     |     |     |     |     |     |     |     | NC   | 0  |
| 1991年 | レイナード・91D コスワース・DFV V8                  | 5  | ミハエル・バルテルス             |     | 8   | Ret | 15  |     |     |     |     |     |     |     | NC   | 0  |
| 1991年 | レイナード・91D コスワース・DFV V8                  | 6  | ジャン＝デニス・デレトラズ       | DNS | DNQ | Ret |     |     |     |     |     |     |     |     | NC   | 0  |
| 1991年 | レイナード・91D コスワース・DFV V8                  | 7  | エリック・エラリー               | 11  | 3   | Ret | 16† |     |     |     |     |     |     |     | 9位  | 4  |